# Mirosława Grabarkiewicz
Mirosława Kazimiera Grabarkiewicz (ur. 13 września 1944 w Pleszewie) – polska pielęgniarka i polityk, posłanka na Sejm X kadencji.

## Życiorys
Ukończyła Medyczne Studium Zawodowe – Wydział Pielęgniarstwa w Inowrocławiu, po czym pracowała jako pielęgniarka w szpitalu w Nakle nad Notecią. W latach 1979–1983 studiowała zaocznie w Wyższej Szkole Pedagogicznej w Bydgoszczy, uzyskując tytuł zawodowy magistra pedagogiki.
Należy do Polskiego Towarzystwa Pielęgniarskiego. Od 1965 działała w Stronnictwie Demokratycznym, gdzie pełniła liczne funkcje partyjne: sekretarza (1976–1988) i przewodniczącej (1988–1991) Miejskiego Komitetu w Nakle nad Notecią, a także członka Prezydium Wojewódzkiego Komitetu w Bydgoszczy (1982–1991). Z rekomendacji tego ugrupowania zasiadała przez trzy kadencje w radzie narodowej dla Nakła nad Notecią (1978–1990).
W 1989 uzyskała mandat posłanki na Sejm X kadencji w okręgu chojnickim z puli SD – w II turze wygrała z dotychczasowym posłem Jerzym Wojciakiem. Zasiadała w Komisji Zdrowia. W wyborach w 1991 bezskutecznie próbowała wywalczyć reelekcję w okręgu bydgoskim. W 1997 bez powodzenia kandydowała do Sejmu z listy Unii Wolności jako przedstawicielka SD w tożsamym okręgu. Z listy lokalnych komitetów kandydowała do rady powiatu nakielskiego (2014) i do rady miejskiej (2018).

## Odznaczenia
- Złoty Krzyż Zasługi (1985)
- Srebrny Krzyż Zasługi (1977)
- Medal 40-lecia Polski Ludowej[5]